# Ric Todd
Damian Roderic "Ric" Todd (ur. 29 sierpnia 1959) obecny Gubernator Turks i Caicos. W latach 2007–2011 ambasador Wielkiej Brytanii w Polsce.  
Studiował historię na Uniwersytecie w Oksfordzie. Następnie w dyplomacji brytyjskiej, pełniąc kolejno funkcje na placówkach: 1981-1984 w Republice Południowej Afryki, 1978-1989 w Czechosłowacji. Wydalony z Pragi w 1989 jako "wróg socjalizmu". W latach 1991–1995 pracował w Bonn. Ambasador Wielkiej Brytanii na Słowacji od 2001 do 2004, następnie od października 2007 do czerwca 2011 w Polsce.
Od 12 września 2011 pełni obowiązki Gubernatora Turks i Caicos, terytorium zależnego Wielkiej Brytanii w Ameryce Środkowej, na Oceanie Atlantyckim.